# ووجیمیژ زاوادزکی
ووجیمیژ زاوادزکی (به لهستانی: Włodzimierz Zawadzki؛ ‏ تلفظ لهستانی نامِ کوچک: [vwɔdʑimiɛʐ]؛ ‏ زادهٔ ۲۸ سپتامبر ۱۹۶۷) کشتی‌گیر بازنشستهٔ اهل لهستان است که در دستهٔ ۶۲–۶۳ کیلوگرم کشتی فرنگی رقابت کرده است. او یک مدال طلای بازی‌های المپیک (۱۹۹۶ آتلانتا) و دو مدال نقره (۱۹۹۵، ۲۰۰۲) و دو برنز (۱۹۹۴، ۱۹۹۷) را از مسابقات قهرمانی کشتی جهان کسب کرد. زاوادزکی همچنین برندهٔ سه مدال طلا و یک برنز مسابقات قهرمانی کشتی اروپا است.